# Заґожин (Великопольське воєводство)
Заґожин (пол. Zagorzyn) — село в Польщі, у гміні Блізанув Каліського повіту Великопольського воєводства.
Населення — 349 осіб (2011).
У 1975-1998 роках село належало до Каліського воєводства.

## Демографія
Демографічна структура станом на 31 березня 2011 року:
|          | Загалом | Допрацездатний вік | Працездатний вік | Постпрацездатний вік |
| -------- | ------- | ------------------ | ---------------- | -------------------- |
| Чоловіки | 177     | 34                 | 125              | 18                   |
| Жінки    | 172     | 37                 | 97               | 38                   |
| Разом    | 349     | 71                 | 222              | 56                   |